# 결혼 피로연
《결혼 피로연》(喜宴)은 1993년 개봉한 가족, 드라마 영화이다. 이안 감독의 작품이다.

## 줄거리
가오 웨이퉁은 맨해튼에서 동성 연인 사이먼과 행복하게 살고 있는 동성애자대만인 이민자이다. 그는 대만에 있는 전통적인 사고방식을 가진 부모님에게 커밍아웃을 하지 않았고, 20대 후반이 되면서 부모님은 가업을 잇기 위해 그가 결혼하여 아이를 갖기를 간절히 바랐다. 부모님이 결혼 중개 서비스를 고용하자, 웨이퉁과 사이먼은 불가능한 요구를 여러 가지 만들어 시간을 벌었다. 그들은 오페라 가수를 요구하면서 그녀가 5피트 9인치여야 하고, 박사 학위를 두 개 가지고 있어야 하며, 다섯 개 국어를 구사해야 한다고 요구했다. 놀랍게도 그 서비스는 실제로 5피트 8인치 키의 중국 여성을 찾아냈다. 그녀는 박사 학위가 하나밖에 없다는 점을 제외하고는 모든 조건을 충족했다. 웨이퉁이 자신의 딜레마를 설명하자 그녀는 매우 친절하게 응했는데, 그녀 역시 자신의 부모에게 백인 남자와의 관계를 숨기고 있었기 때문이다.
사이먼의 고집에 따라 웨이퉁은 세입자 중 한 명인 웨이웨이와 결혼하기로 결정한다. 웨이웨이는 중국 대륙 출신의 무일푼 예술가로 영주권이 필요했다. 웨이웨이를 돕는 것 외에도, 이 커플은 이것이 웨이퉁의 부모님을 달래는 데 도움이 되기를 바랐다. 상황을 복잡하게 만든 것은 가오 부부가 방문할 것이라고 발표한 것이었다. 부모님이 도착하기 전에 사이먼은 웨이웨이에게 웨이퉁의 습관, 신체, 생활 방식에 대해 필요한 모든 것을 알려주었고, 세 사람은 급히 집에서 모든 동성애 관련 이미지와 장식을 치우고 그 자리에 중국어 서예 두루마리를 걸었다.
가오 부부는 선물을 가지고 도착했고, 아들이 부유한 약혼녀를 가졌다고 믿으며 호화로운 결혼식을 위해 3만 달러를 주었다. 웨이퉁은 아버지(국민혁명군의 은퇴한 장교)가 막 뇌졸중에서 회복되었기 때문에 부모님께 진실을 말할 엄두를 내지 못했다. 거짓말의 일부로 웨이퉁은 사이먼을 자신의 집주인으로 소개했다.
부모님이 도착한 다음 날, 웨이퉁은 자신과 웨이웨이가 치안판에 의해 결혼할 계획이라고 발표한다. 그러나 어머니가 법원 결혼식에서 겪은 마음의 상처는, 형식적인 결혼식과 웨이웨이의 낮은 사회 계층을 발견한 것에 대한 것이었는데, 이는 웨이퉁으로 하여금 '불명예스러운' 결혼식을 보상하기 위해 가오 씨의 전 군사 보좌관이 소유한 레스토랑과 연회장에서 성대한 결혼 피로연을 열겠다는 제안을 받아들이게 했다. 화려한 피로연 후, 친척과 친구들의 엄청난 무리가 신혼 부부의 침실로 난입하여 뒤풀이를 가졌고, 신혼 부부가 옷을 벗고 침대에 들어가기 전까지는 떠나지 않겠다고 요구했다. 이로 인해 웨이웨이는 임신하게 된다. 사이먼은 이 사실을 알게 되자 극도로 화를 내며, 그와 웨이퉁, 웨이웨이 사이에 언쟁이 벌어지고 웨이퉁과의 관계는 악화되기 시작한다.
가오 씨는 또 다른 뇌졸중을 겪고, 싸움 후 분노한 순간 웨이퉁은 어머니에게 진실을 말한다. 어머니는 충격을 받고 아버지에게는 말하지 말라고 주장한다. 그러나 예리한 가오 씨는 그가 드러내는 것보다 더 많은 것을 보았고, 사이먼에게 그들의 관계를 알고 있으며 사이먼 또한 자신의 아들로 여긴다고 말하며, 웨이퉁과 함께 있기 위해 그가 치른 상당한 희생에 감사한다. 가오 씨는 사이먼에게 붉은 봉투를 주는데, 이는 그들의 관계를 상징적으로 인정하는 것이지만, 사이먼에게 자신은 진실을 알고 있다는 것을 다른 사람들에게 알리지 않겠다고 약속하게 하며, 이 위장 결혼이 없었다면 손주를 가질 수 없었을 것이라고 말한다. 낙태 예약을 위해 가는 길에 웨이웨이는 아기를 낳기로 결심하고, 사이먼에게 웨이퉁과 함께 지내며 아기의 아버지가 되어 달라고 부탁한다.
가오 부부가 귀국 비행기를 타기 전 공항에서, 가오 씨는 사이먼을 받아들이고 따뜻하게 악수하며, 가오 부인은 웨이웨이에게 다정한 작별 인사를 한 뒤 비행기에 탑승하기 위해 걸어간다. 이렇게 비전통적인 새로운 가족은 스스로를 알아가게 된다.

## 출연
- 랑웅 - 아버지 역
- 조문선 - 웨이퉁 역
- 미첼 릭턴스타인 - 사이먼 역
- 메이 친 - 웨이웨이 역
- 가오진 쑤메이
- 마이클 가스톤
- 귀아뢰
- 제프리 하워드
- 닐 허프
- 에디 존스
- 토니아 로우
- 해나 설리반